# Crissaegrim
En el universo fantástico creado por el escritor inglés J. R. R. Tolkien, las Crissaegrim son una escarpada cordillera montañosa, hogar de Thorondor, señor de las grandes águilas. 
Dicha cordillera forma parte del círculo sur de las Montañas Circundantes, también conocidas como Echoriath, que rodean el valle de Tumladen, donde se encuentra la ciudad escondida del elfo Turgon, Gondolin. Desde sus nidos en las alturas, las águilas de Thorondor vigilan el valle del Sirion, protegiéndolo de los siervos de Morgoth.